# Kobeřice
Kobeřice (in polacco Kobierzyce, in tedesco Köberwitz) è un comune della Repubblica Ceca facente parte del distretto di Opava, nella regione della Moravia-Slesia.